# Le Mystère Picasso
Le mystère Picasso és una pel·lícula documental francesa del 1956 dirigida per Henri-Georges Clouzot. En ella, el pintor Pablo Picasso realitza 20 dibuixos i pintures, en un principi utilitzant tintes que sagnen pel paper sobre el qual està dibuixant, amb l'acte de creació filmat en temps real des del revers del cavallet, i més tard utilitzant pintures a l'oli, amb Clouzot emprant un efecte semblant a stop-motion per representar el desenvolupament i la modificació de les obres. La pel·lícula comença amb Picasso creant dibuixos de retoladors senzills en blanc i negre, i progressivament avança cap a collages i pintures a l'oli a gran escala.
Les peces creades abans de la càmera van ser suposadament destruïdes posteriorment, de manera que només existirien a la pel·lícula, però hi ha informes que algunes van sobreviure.

## Estrena
Le mystère Picasso es va estrenar a França el 18 de maig de 1956. Va guanyar el Premi Especial del Jurat al 9è Festival Internacional de Cinema de Canes i es va mostrar fora de competició al 35è Festival Internacional de Cinema de Canes.

## Quan Clouzot va conèixer a Picasso
La trobada entre Clouzot i Picasso és trenta anys anterior a la pel·lícula. Des de mitjan  anys 20, Clouzot, jove provincià de divuit anys, es va instal·lar en Paris on va seguir al seu oncle pels cenacles artístics. Va començar llavors una amistat amb el llavors ja admirat i cortejat pintor.
S'esmenta per primera vegada el projecte de col·laboració en 1952, quan els dos eren gairebé veïns, Picasso a Valàuria i Clouzot, ja coronat per l'èxit dI Le Salaire de la peur, a Sant Pau. "És una bona idea, haurem de tornar a parlar d'això" van ser les paraules del pintor quan Clouzot li va exposar la idea de fer "una pel·lícula junts".
El projecte es va rellançar tres anys després, quan Clouzot es va consolidar en la pràctica de la pintura.. Va presentar les seves pintures a Braque i després a Picasso, qui va ser bastant crític però molt amable. Continua havent-hi desacords sobre els mèrits d'aquesta col·laboració, especialment quan Picasso li ofereix a Clouzot escriure-li un guió. El cineasta el va rebutjar i va explicar que era millor per ells quedar-se en el seu lloc i que el que li interessava és la unió entre els dos, no la substitució dels seus respectius talents.
Més tard, en la primavera de 1955, Picasso va cridar a Clouzot per a parlar-li sobre uns retoladors fabricats als Estats Units i que acabava de rebre, que tenien la particularitat de tenir una tinta capaç de perforar un bloc complet de paper i fins i tot un llenç. Es va produir l'espurna creativa, s'havia trobat el procediment: filmar el llenç a l'inrevés i així "assistir al treball de creació". Al principi els dos, que havien llogat els estudis de la Victorina a Niça pel seu compte, tenien la intenció de fer un curtmetratge de deu minuts. Òbviament, l'abast del projecte va requerir molt més temps i metratge...

### Ambient agradable
El rodatge va tenir lloc els mesos de juliol, agost i setembre de 1955. Picasso treballava en rigorós silenci. Era important no distreure la seva atenció perquè oblidés la càmera. Estava absort en el seu treball, i Clouzot observava.
Això va portar als crítics a preguntar-se que quins havia fet Clouzot, excepte dir motor i tallar. Però aquest, molt interessat en la pintura, mostra el mecanisme creatiu d'un artista, que va portar a Picasso a un grau extrem de tensió i fatiga.
La notícia que Clouzot estava fent una pel·lícula sobre Picasso s'havia estès per tota la Costa Blava, i la curiositat va portar al set i a les projeccions a grans personalitats com Prévert, Cocteau o l'actor i director Louis Daquin.